# Andy Soucek
Andy Christian Soucek, född 14 juni 1985 i Madrid, är en spansk racerförare med österrikisk bakgrund.

## Racingkarriär
Han blev mästare i Spanska F3-mästerskapet 2005 och FIA Formel 2 2009. Han har även tävlat i GP2. 2010 kommer Soucek vara trejeförare i Virgin Racings formel 1-stall.

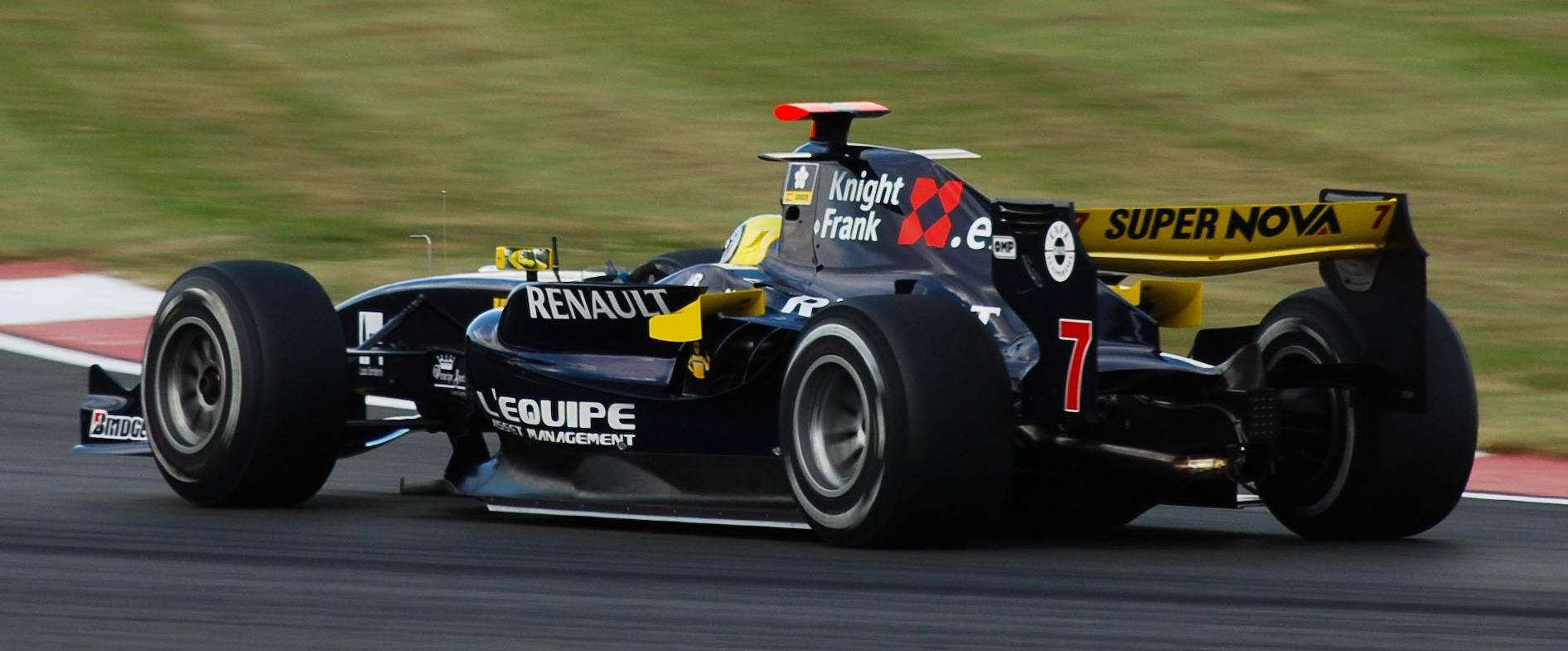
Andy Soucek på Silverstone Circuit i GP2 Series 2008.